# Buschfeuer in Australien

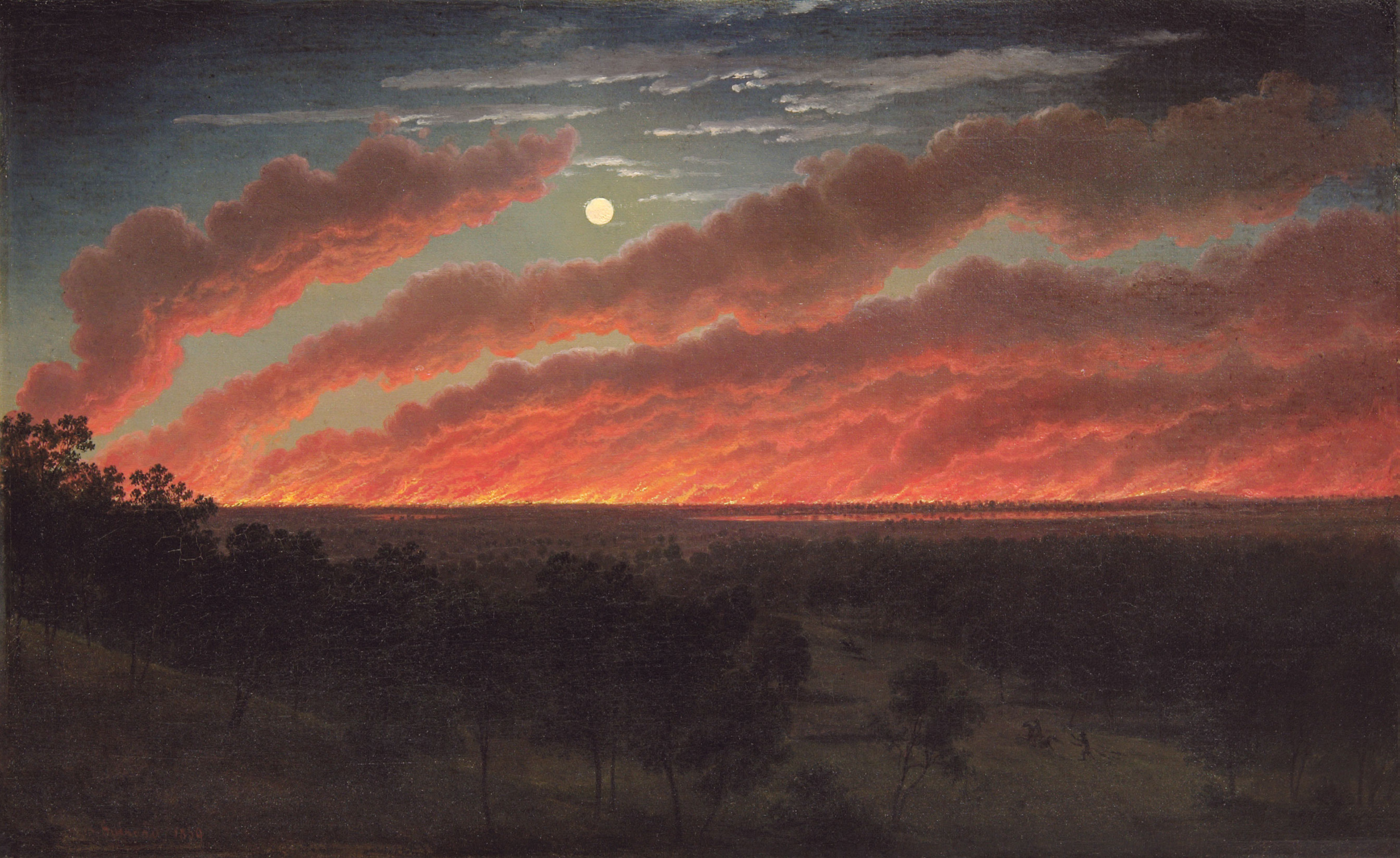
Ölgemälde eines Buschfeuers zwischen Mount Elephant und Timboon von Eugene von Guerard (1857)

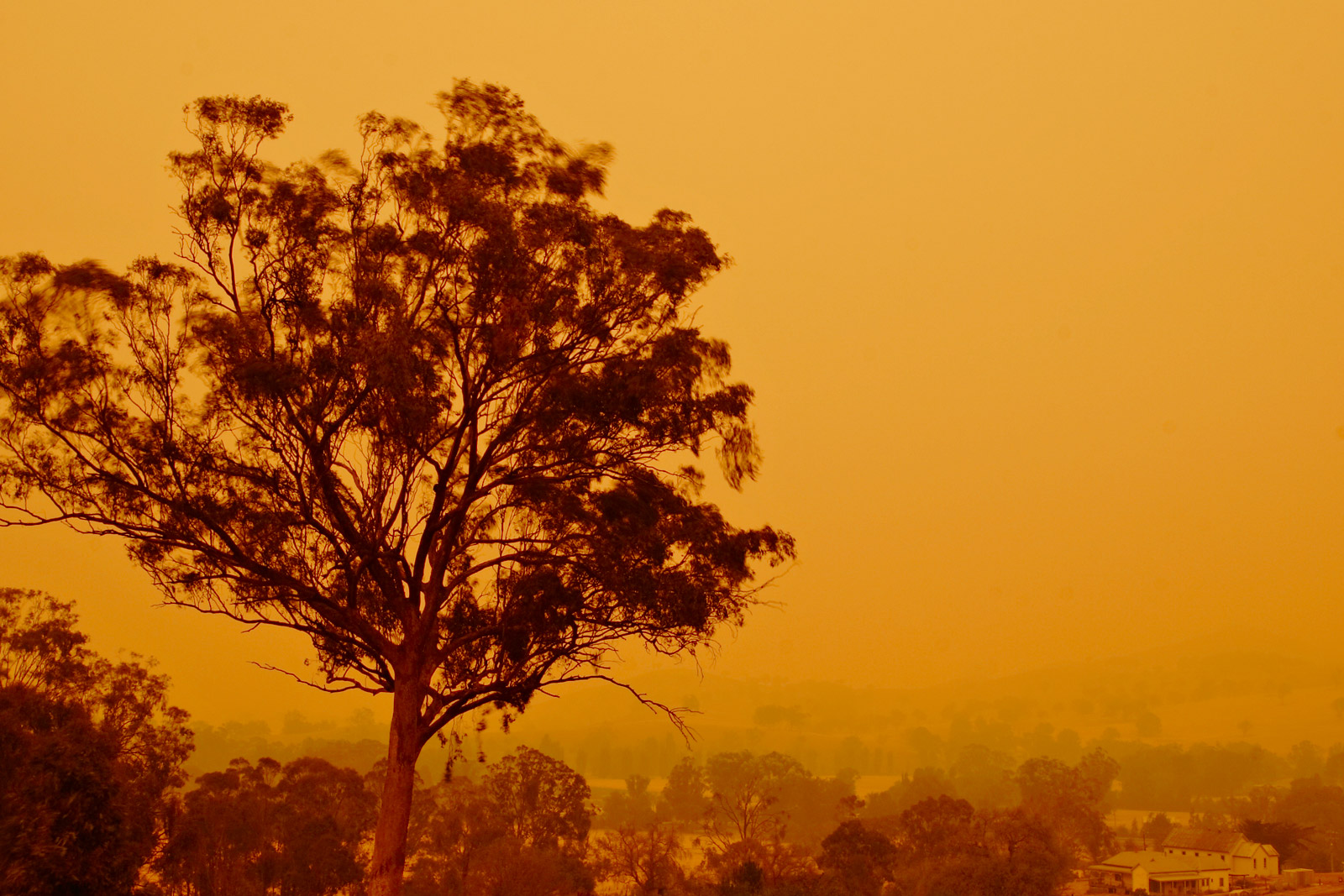
Blick auf die Ortschaft Swifts Creek während der Buschfeuer in Victoria 2006/2007 im Dezember 2006

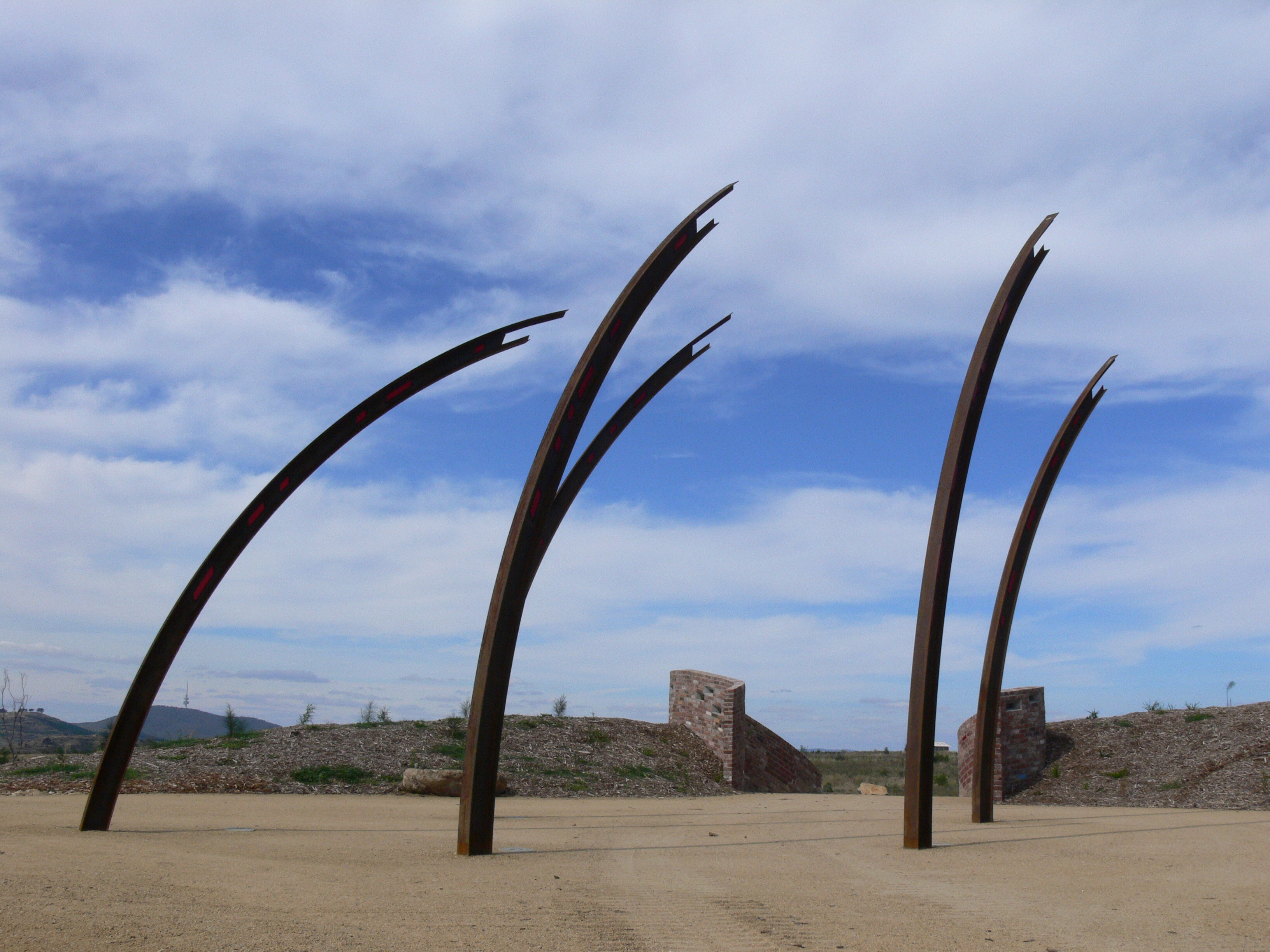
Denkmal für das Buschfeuer von 2003 in Canberra

Buschfeuer in Australien (Bushfire) ereignen sich vor allem in den heißen Monaten des Jahres in den jeweiligen Klimazonen Australiens. Im australischen Sprachgebrauch bezeichnen Bushfire Feuer, die sich über große Busch-, Gras- und Regenwaldflächen des Landes erstrecken. Hierbei werden oftmals viele Tiere und auch Menschen getötet sowie Gebäude, Autos usw. zerstört.
Das Klima in Australien ist generell heiß, trocken und neigt zur Dürre. Buschfeuer im Süden Australiens entstehen meist im australischen Sommer und Herbst. In New South Wales und im südlichen Queensland besteht das größte Buschfeuerrisiko im Frühling und frühen Sommer, im Northern Territory im Winter und Frühling.
Die Buschfeuer sind ein Umweltfaktor und immanenter Bestandteil der Ökologie des australischen Kontinents. So helfen die Feuer beispielsweise einigen Arten der Eukalypten und Banksia, ihre Samenhülsen zu öffnen. Das Feuer ermöglicht auch als Störung der Sukzession das erneute Wachstum von bestimmten Arten von Pflanzen, ferner bilden viele angepasste Pflanzenarten bald nach den Feuern neue Triebe und wachsen schnell wieder nach, während nicht zum Ökosystem gehörende Arten durch das Feuer verdrängt werden. Die Aborigines legten seit Jahrtausenden gezielt Buschfeuer für ihre Jagd und um sich Wege durch unwegsame Vegetationen zu bahnen.
Laut Geoscience Australia wurden von 1967 bis 2013 im Verlauf bedeutender australischer Buschfeuer 8000 Menschen verletzt und 433 getötet, das waren etwa 50 % aller Todesfälle, die durch Naturereignisse im gleichen Zeitraum auf dem Kontinent Australien verursacht wurden.
Die Black-Saturday-Bushfires im Februar 2009 töteten 173 Menschen und zerstörten 1800 Häuser. Die etwa 60 einzelnen Buschfeuer in Victoria waren eine der größten Brandkatastrophen Australiens, bei der eine Fläche in der Größe des Saarlandes (2570 km²) abbrannte.
Bei den anhaltenden Buschbränden in Australien 2019/2020 kamen 33 Menschen unmittelbar (und schon bis 25. Januar 2020) um. Den Flammen fielen per 3. März 2020 eine Fläche von 126.000 km² zum Opfer. Diese Buschbrände werden in verschiedenen Publikationen als „beispiellos“ bezeichnet. In Sydney sowie im umliegenden Bundesstaat New South Wales als auch in Victoria wurde der Ausnahmezustand verhängt. Wissenschaftler führen die ungewöhnlich heftigen und früh in der Feuersaison entstandenen Brände auf die globale Erwärmung zurück. Die Brände gingen mit einer anhaltenden Dürre und Temperaturen bis zu 46 °C (ohne Hitze des Feuers) einher. Forschungen bis Mai 2020 ergaben, dass weitere geschätzt 445 starben unter den Tausenden, die in Krankenhäusern wegen Erkrankung durch Rauch behandelt worden waren.

## Definition
Australische Buschfeuer werden allgemein als unkontrollierte Brände von Gras, Gestrüpp, Gebüsch und Wald definiert. Hierbei bestehen zwei Hauptkategorien, die sich am Geländetyp orientieren:
- Buschfeuer in bewaldeten, hügeligen und bergigen Gebieten:

Diese Gebiete sind wenig erschlossen, werden landwirtschaftlich nicht genutzt und viele ihrer bewaldeten Gebiete sind nationale, bundesstaatliche oder anderweitige Parks. Steiles Terrain erhöht die Intensität und Geschwindigkeit der Feuer, die für Siedlungen und Bewohner eine große Gefahr darstellen.
- Buschfeuer im Flach- oder Grasland:

In flachem oder wenig hügeligem Terrain, das meist von Gräsern und Gebüschen bewachsen ist, können sich Buschfeuer immens schnell ausbreiten, da sie oft von starken und heißen Winden angefacht und durch trockene und leicht entzündbare Vegetation begünstigt werden. Feuer im Grasland können eine Intensität wie im Hügelland erreichen. Auch hier besteht eine große Gefahr für menschliche Siedlungen. Allerdings lassen sie sich regional leichter prognostizieren und eingrenzen; zudem sind diese Gebiete für Feuerwehren leichter zu erreichen.
Natürliche Auslöser von Buschfeuern sind Blitzschläge, verschiedentlich entstehen diese Feuer auch durch achtlosen Umgang mit Zigaretten oder durch Brandstiftung; gelegentlich entstehen Feuer unabsichtlich bei landwirtschaftlicher Nutzung von Gebieten.
Im Verlauf der Buschbrände 2019/2020 brannte es auch in den subtropischen Gondwana-Regenwälder Australiens, in denen es teilweise seit mehr als 1000 Jahren nicht mehr gebrannt hatte. Des Weiteren traten Feuer auch in feuchten Eukalyptuswäldern wegen der über mehrere Jahre anhaltenden Trockenheit auf, ebenso brannte es in ausgetrockneten Sümpfen und Böden aus organischem Material, nachdem dort der Grundwasserspiegel gesunken war.

## Geschichte
Buschfeuer natürlichen Ursprungs sind seit Millionen von Jahren auf dem australischen Kontinent präsent, wurden durch Blitzschlag ausgelöst und prägten so maßgeblich einen Großteil der Landschaft des australischen Kontinents vor der Ankunft des Menschen. Die Aborigines nutzten das Feuer für viele tausend Jahre zur Jagd und Landschaftspflege, meist in den kühleren Jahreszeiten und bei günstigen Winden. Die so gelegten Brände förderten das Wachstum und die Ausdehnung des Graslandes und vereinfachten die Jagd, zudem reduzierten sie den Bestand an brennbarem Material und erleichterten das Vordringen in unwirtliche Gebiete mit dichter Vegetation.

Durch das vermehrte Auftreten von durch Menschen verursachte Buschfeuer konnten sich feuerresistente Pflanzenarten ausbreiten, insbesondere Eukalypten. Mit ihrem schnellen Ausbilden von Trieben nach Bränden, holzigen Stammwülsten und feuerbeständigen Samen passten sich viele Pflanzen evolutionär an. Einige Arten produzieren entflammbares Öl, was die Feuerwirkung erhöht und so nicht-feuerresistente Pflanzenarten im Umfeld eliminiert.
Nach einer Zusammenfassung, die die australische CSIRO im Jahr 2012 veröffentlichte, waren die australischen Feuer- und Landverwaltungsbehörden in den Jahren von 2002 bis 2007 mit 268.398 Busch- und Grasbränden befasst. Das waren pro Jahr durchschnittlich 53.680 Brände. Angenommen dieser Trend wäre im 20. Jahrhundert konstant gewesen, hätte es von 1901 bis 2000 insgesamt etwa 5,5 Millionen Brände gegeben.
Einige der gefährlichsten und großen australischen Buschfeuer seit der Ankunft europäischer Siedler waren (in chronologischer Reihenfolge):
| Feuer                                      | Gebiet                                                                                                   | Verbrannte Fläche          | Datum                                                     | Tote                                          | Zerstörung |
| ------------------------------------------ | --- | -------------------------- | --------------------------------------------------------- | --------------------------------------------- | --- |
| Buschfeuer in Victoria 1851                | Victoria                                                                                                 | schätzungsweise 50.000 km² | 6. Februar 1851                                           | ca. 12                                        | 1 Million Schafe, tausende Rinder |
| Red Tuesday Bushfires                      | Victoria                                                                                                 | 2.600 km²                  | 1. Februar 1898                                           | 12                                            | 2.000 Gebäude |
| Buschfeuer 1926                            | Victoria                                                                                                 |                            | Februar–März 1926                                         | 60                                            | 1.000 Häuser |
| Buschfeuer in Victoria 1939                | Victoria                                                                                                 | 20.000 km²                 | Dezember 1938 – Januar 1939, vor allem am 13. Januar 1939 | 71                                            | 3.700 Häuser |
| Buschfeuer 1944                            | Victoria                                                                                                 | ca. 10.000 km²             | 14. Januar – 14. Februar 1944                             | 15–20                                         | mehr als 500 Häuser |
| Buschfeuer 1951–1952                       | Victoria                                                                                                 |                            | Sommer 1951–1952                                          | 10                                            | |
| Black-Sunday-Buschfeuer (1955)             | South Australia                                                                                          |                            | 2. Januar 1955                                            | 2                                             | |
| Western-Australia-Buschfeuer 1961          | Western Australia                                                                                        | 18.000 km²                 | Januar–März 1961                                          | 0                                             | 160 Häuser |
| Buschfeuer 1962                            | Victoria                                                                                                 |                            | 14.–16. Januar 1962                                       | 32                                            | 450 Häuser |
| Southern-Highlands-Buschfeuer              | New South Wales                                                                                          |                            | 5.–14. März 1965                                          | 3                                             | 59 Häuser |
| Tasmanisches Buschfeuer von 1967           | Tasmanien                                                                                                | schätzungsweise 2.640 km²  | 1967                                                      | 62                                            | 1.293 Häuser |
| Dandenong Ranges Bushfire                  | Victoria                                                                                                 | 19 km²                     | 19. Februar 1968                                          |                                               | 53 Häuser und 10 andere Gebäude |
| Buschfeuer im Northern Territory 1968–1969 | Northern Territory                                                                                       | 400.000 km²                | 1968–1969                                                 |                                               | Killarney – Top Springs |
| Buschfeuer im Northern Territory 1969–1970 | Northern Territory                                                                                       | 450.000 km²                | 1969–1970                                                 |                                               | Dry River – Victoria River |
| Buschfeuer in South Australia 1969         | Victoria                                                                                                 |                            | 8. Januar 1969                                            | 23                                            | 230 Häuser |
| Northern Territory Buschfeuer 1974–1975    | Northern Territory                                                                                       | 450.000 km²                | 1974–1975                                                 |                                               | Barkly Tableland, Victoria River Distrikt, nahe Newcastle Waters |
| 1974–1975 Western Australia Buschfeuer     | Western Australia                                                                                        | 290.000 km²                | 1974–1975                                                 |                                               | [ 19 ] |
| 1974–1975 South Australia Buschfeuer       | South Australia                                                                                          | 170.000 km²                | 1974–1975                                                 |                                               | [ 19 ] |
| Western-Districts-Buschfeuer               | Victoria                                                                                                 | 1.030 km²                  | 12. Februar 1977                                          | 4                                             | 116 Häuser und 340 Gebäude |
| Western-Australia-Buschfeuer 1978          | Western Australia                                                                                        | 1.140 km²                  | 4. April 1978                                             | 2                                             | 6 Gebäude (der abfallende Wind am frühen Abend, so wird angenommen, rettete die Städte Donnybrook, Boyup Brook, Manjimup und Bridgetown) |
| Northern-Sydney-Buschfeuer                 | New South Wales                                                                                          |                            | 1979                                                      |                                               | 20 Häuser in Sydney, das Feuer griff auf den Ku-ring-gai-Chase-Nationalpark über. |
| Ash-Wednesday-Bushfires                    | South Australia und Victoria                                                                             | 4.180 km²                  | 16. Februar 1983                                          | 75                                            | etwa 2.400 Häuser |
| Central-Victoria-Buschfeuer                | Victoria                                                                                                 | 508 km²                    | 14. Januar 1985                                           | 3                                             | > 180 Häuser |
| Östliche Meeresküsten-Buschfeuer 1994      | New South Wales                                                                                          |                            | 27. Dezember 1993 – 16. Januar 1994                       | 4                                             | 225 Häuser |
| Wooroloo-Buschfeuer                        | Western Australia                                                                                        | 105 km²                    | 8. Januar 1997                                            | 0                                             | 16 Häuser |
| Dandenongs-Buschfeuer                      | Victoria                                                                                                 | 4 km²                      | 21. Januar 1997                                           | 3                                             | 41 Häuser |
| Lithgow-Buschfeuer                         | New South Wales                                                                                          |                            | 2. Dezember 1997                                          | 2                                             | |
| Perth-and-SW-Region-Buschfeuer             | Western Australia                                                                                        | 230 km²                    | 2. Dezember 1997                                          | 2 (21 Verletzte)                              | 1 Haus |
| Linton-Buschfeuer                          | Victoria                                                                                                 |                            | 1998                                                      | 5                                             | Es waren 5 Feuerwehrmänner, die am 2. Dezember 1998 beim Einsatz ums Leben kamen. |
| Black-Christmas-Buschfeuer                 | New South Wales                                                                                          | 3.000 km²                  | 2001–2002                                                 | 0                                             | 121 Häuser |
| 2002 Northern Territory Bushfire           | Northern Territory                                                                                       | 380.000 km²                | 2002                                                      |                                               | [ 22 ] |
| Buschfeuer in Canberra 2003                | Australian Capital Territory                                                                             |                            | 2003                                                      | 4                                             | nahezu 500 Häuser, Canberra |
| Buschfeuer in Victoria 2003                | Victoria                                                                                                 | > 13.000 km²               | 8. Januar – 7. März 2003                                  |                                               | 41 Häuser. Das Buschfeuer brannte 59 Tage. |
| Tenterden                                  | Western Australia                                                                                        |                            | Dezember 2003                                             | 2                                             | (21.100 km² Wald verbrannten während der Buschfeuer-Saison 2002–2003 im Südwesten von Western Australia) |
| Eyre-Halbinsel-Buschfeuer                  | South Australia                                                                                          | 8.900 km²                  | 10.–12. Januar 2005                                       | 9                                             | etwa 50 Häuser |
| Central-Coast-Buschfeuer 2006              | New South Wales – Central Coast                                                                          |                            | Neujahrstag 2006                                          |                                               | |
| Jail Break Inn Fire                        | New South Wales – Junee Shire                                                                            | 300 km²                    | Neujahrstag 2006                                          | 0                                             | 20.000 Stück Vieh. 7 Häuser, 7 Mähdrescher und 4 Schafställe wurden zerstört. 1.500 km Zaun wurde beschädigt. |
| Victoria-Buschfeuer 2005                   | Victoria                                                                                                 | 1.600 km²                  | Dezember 2005 – Januar 2006                               | 4                                             | 57 Häuser, 359 Farmgebäude, 65.000 Stück Vieh. Die Buschfeuer ereigneten sich in der Stawell-, Moondarra-, Anakie-, Yea- und Kinglakeregion |
| Grampians-Buschfeuer                       | Victoria                                                                                                 | 1.840 km²                  | Januar 2006                                               | 2                                             | 25 Häuser zerstört, 62.000 Schafe und 500 Rinder verbrannten. |
| Pulletop-Buschfeuer                        | New South Wales – Wagga Wagga                                                                            | 90 km²                     | 6. Februar 2006                                           | 0                                             | 2.500 Schafe, 6 Stück Vieh, 3 Fahrzeuge, 2 Strohscheunen und 50 km Zaun wurde zerstört |
| The Great Divides Fire                     | Victoria                                                                                                 | 10.480 km²                 | 1. Dezember 2006 – März 2007                              | 1                                             | 51 Häuser |
| Buschfeuer in Victoria 2006/2007           | Victoria                                                                                                 | ca. 12.000 km²             | 1. Dezember 2006 – 7. Februar 2007                        | 1                                             | 41 Häuser zerstört. Das Buschfeuer brannte 69 Tage lang |
| Dwellingup-Buschfeuer                      | Western Australia                                                                                        | 120 km²                    | 4. Februar 2007                                           | 0                                             | 12 Häuser zerstört. |
| Känguru-Insel-Buschfeuer                   | South Australia                                                                                          | 950 km²                    | 6.–14. Dezember 2007                                      | 1                                             | Flinders-Chase-Nationalpark (630 km² bzw. 85 % der Fläche des Nationalparks verbrannten) |
| Boorabbin-Nationalpark-Buschfeuer          | Western Australia                                                                                        | 400 km²                    | 30. Dezember 2007                                         | 3                                             | Freileitungen und Great Eastern Highway wurden zerstört und waren für 2 Wochen nicht nutzbar |
| Black-Saturday-Buschfeuer                  | Victoria                                                                                                 | > 4.500 km²                | 7. Februar 2009 – 14. März 2009                           | 173                                           | > 2.029 Häuser und 2.000 weitere Bauwerke. Im Verlauf dieses Buschfeuers kam es zur Bildung von drei blitzerzeugenden Feuerwolken, sogenannten Pyrocumulonimbus, die in eine Höhe von bis zu 15 Kilometern aufstiegen.                                                     |
| Toodyay-Buschfeuer                         | Western Australia                                                                                        | > 30 km²                   | 29. Dezember 2009                                         | 0                                             | 37 Häuser |
| Lake-Clifton-Buschfeuer                    | Western Australia                                                                                        | > 20 km²                   | 11. Januar 2011                                           | 0                                             | 10 Häuser zerstört |
| Roleystone-Kelmscott-Buschfeuer            | Western Australia                                                                                        | > 15 km²                   | 6.–8. Februar 2011                                        | 0                                             | 72 Häuser zerstört, 32 beschädigt, die Buckingham Bridge am Brookton Highway brach zusammen und musste durch eine temporäre Brücke ersetzt werden. |
| Buschbrände in Australien 2019/2020        | New South Wales, Queensland, South Australia, Victoria, Western Australia, Tasmanien, Northern Territory | > 126.000 km²              | August 2019 – März 2020                                   | 33 unmittelbar + geschätzt 445 an Rauchfolgen | 5.900 Gebäude inklusive 2.800 Wohnhäuser zerstört; 80 % der Bewohner Australiens von Rauch getroffen, tausende durch Rauch Erkrankte in Krankenhäusern behandelt, was 2 Mrd. AUSD (1,2 Mrd. Euro) Kosten verursachte, geschätzt zusätzlich 445 Tote unter den Rauchkranken |
| Buschfeuer K’gari                          | Queensland                                                                                               | > 800 km²                  | Ab Mitte Oktober 2020                                     |                                               | [ 32 ] [ 33 ] |

## Politik

### Stretton Inquiry
Nach dem Buschfeuer in Victoria 1939 wurde von der Regierung eine Kommission, die Stretton Inquiry, zur Ursachenforschung eingesetzt und beauftragt, Vorschläge zur Brandvermeidung zu erarbeiten. Diese schlug den Forstverwaltungen den Aufbau von Feuertürmen und ein Netzwerk von Wegen und Straßen vor. Ferner sollten die Feuerwehrorganisationen in Victoria neu in die Forests Commission (heute DSE), die Country Fire Authority (CFA) und die Metropolitan Fire Brigade, die die Stadt Melbourne schützt, organisiert werden. Des Weiteren schlug die Kommission vor, eine Schulung zum gezielten sicheren Abbrennen aufzubauen; diese existiert bis heute. 1944 wurde das Gesetz Forests Act in Victoria erlassen, das die Verantwortung für den Brandschutz des in öffentlichem Besitz befindlichen Landes wie auch des privaten Eigentums an die oben genannten Organisationen des Feuerschutzes übertrug.
Nach dem Buschfeuer in Victoria und South Australia 1983 wurden 32 Todesfälle (ohne Feuerwehrleute) in einer Studie untersucht. Diese kam zum Ergebnis, dass 25 Menschen außerhalb ihrer Häuser starben, vor allem weil sie zu spät vor der Feuersbrunst flohen. Da damals zahlreiche Buschfeuer in Victoria durch Kurzschlüsse der Freileitungen und Kontakte der Leitungen mit umstürzenden Bäumen verursacht wurden, kam es zu einer systematischen Überprüfung der Feuersicherheit. Gebiete unterhalb der Masten wurden geklärt und elektrische Leitungen, die ein Risiko darstellten, durch isolierte Drei-Phasen-Leitungen ersetzt. Festgestellt wurde auch, dass das Kommunikationssystem des Country Fire Service nicht leistungsfähig genug war. Die Wettervorhersagen des Bureau of Meteorology (BOM) wurden verbessert; Hinweise auf Windwechsel und -fronten werden seitdem berücksichtigt. Ein Katastrophen-Notfallplan Displan wurde rechtswirksam, Häuser wurden mit Feuerschutzmaßnahmen ausgerüstet, das Bush-Management und die Effizienz von Notfallmeldungen wurde entsprechend der Analysen der CSIRO verbessert.

### Buschfeuer-Forschungszentrum
Seit 2003 besteht das nationale Bushfire Cooperative Research Centre (CRC), ein Forschungszentrum, das sich mit den sozialen, ökologischen und ökonomische Auswirkungen der Buschfeuer befasst. Das Zentrum wurde für alle Organisationen in Australien und Neuseeland eingerichtet, die sich mit diesem Themenkomplex befassen, wie CSIRO, das Bureau of Meteorology, Attorney General’s Department und für weitere Organisationen.

### Climate Commission
2011 bildete die zu dieser Zeit regierende Australian Labor Party (ALP) unter Julia Gillard die staatlich finanzierte Climate Commission, die den Klimawandel in Australien mit „zuverlässigen und maßgebliche Daten“ untersuchen sollte. Bei der Parlamentswahl am 7. September 2013 wurde die liberalkonservative Liberal Party of Australia stärkste Partei. Die neue Regierung unter Premierminister Tony Abbott strich die Finanzierung für diese Kommission, die sich darauf unter dem neuen Namen Climate Council als Non-Profit-Organisation neu formierte. In seinem Bericht von 2013 stellte das Council einen „eindeutigen Zusammenhang zwischen dem Klimawandel und den [vermehrten] Buschfeuern“ fest.

### Aktuelle Klimapolitik
Die amtierende rechtskonservative Regierung Australiens unter Scott Morrison verweigert in weiten Teilen die Diskussion über die Rolle Australiens bei der Erderhitzung. Die Regierung stellt sich mit dieser Haltung gegen andere Gruppierungen, die der Meinung sind, dass die globale Erwärmung die Risiken für Buschfeuer deutlich erhöht hat, was in der Wissenschaft als unumstritten gilt. Die Regierung setzt bei der Stromerzeugung vor allem auf die großen Kohlevorkommen des Landes und erhofft sich wirtschaftlichen Wohlstand durch Kohleexporte. Australien belegte 2017 bei den weltweiten Kohleexporten den zweiten Platz. Premierminister Morrison von der Liberal Party of Australia gilt als Klimaskeptiker. Unter dem wachsenden Druck der Öffentlichkeit räumte er jedoch ein, dass der Klimawandel zu den Buschbränden beigetragen hat.
In Australien hat sich die landesweit gut vernetzte und größte Bewegung von Klimaaktivisten Extinction Rebellion Australia etabliert, deren Aktionsformen allerdings umstritten sind. Die Umweltaktivisten riefen in Protestaktionen zu Zivilem Ungehorsam auf, worauf Morrison sie im Oktober 2019 als „Anarchisten“ bezeichnete, die sich zum Ziel gesetzt hätten, die Freiheit der Australier einzuschränken. Er warnte vor einer „neuen Generation radikaler Aktivisten“ und forderte Beschränkungen der Redefreiheit für Gruppierungen, die zu Boykotten von Dienstleistern der umweltintensiven Rohstoffindustrie aufriefen. Die Australische Menschenrechtskommission, die Australian Conservation Foundation und die Australian Greens verurteilten Morrisons Sicht als undemokratisch und warfen ihm vor, eine soziale Bewegung zum Schweigen bringen zu wollen, die Maßnahmen Australiens gegen den Klimawandel einfordere.
Auf der UN-Klimakonferenz in Madrid im Dezember 2019 blockierte Australien gemeinsam mit den USA und Brasilien zahlreiche Anstrengungen im Kampf gegen den Klimawandel, weshalb die teilnehmenden Staaten lediglich einen Minimalkonsens erreichten.
Premierminister Morrison geriet gegen Ende Dezember 2019 weiter unter öffentlichen Druck, als er während der Buschfeuer mit seiner Familie auf Hawaii Urlaub machte. Für Bekanntheit seiner urlaubsbedingten Abwesenheit sorgten national und international u. a. auch die Klimaaktivisten von Extinction Rebellion Australien mit einer Protestaktion am 19. Dezember 2019 vor dem Kirribilli House, dem Wohnhaus des Premierministers. Morrison entschuldigte sich später für den „Ärger, den sein Urlaub bei vielen Australiern verursacht“ habe und reiste nach Sydney zurück.
Morrison wurde auch kritisiert, als er Forderungen nach Entschädigungen für den Einkommensausfall der sich im Einsatz befindlichen freiwilligen Feuerwehrleute abgelehnt hatte. Allein in New South Wales besteht die Feuerwehr zu 90 Prozent aus Freiwilligen. Er lenkte später ein und stimmte Entschädigungen zu. So erhalten Freiwillige unter bestimmten Bedingungen steuerfrei 300 A$ pro Tag bis zu einer Gesamthöhe von 6000 A$.

## Feuerwarnsystem

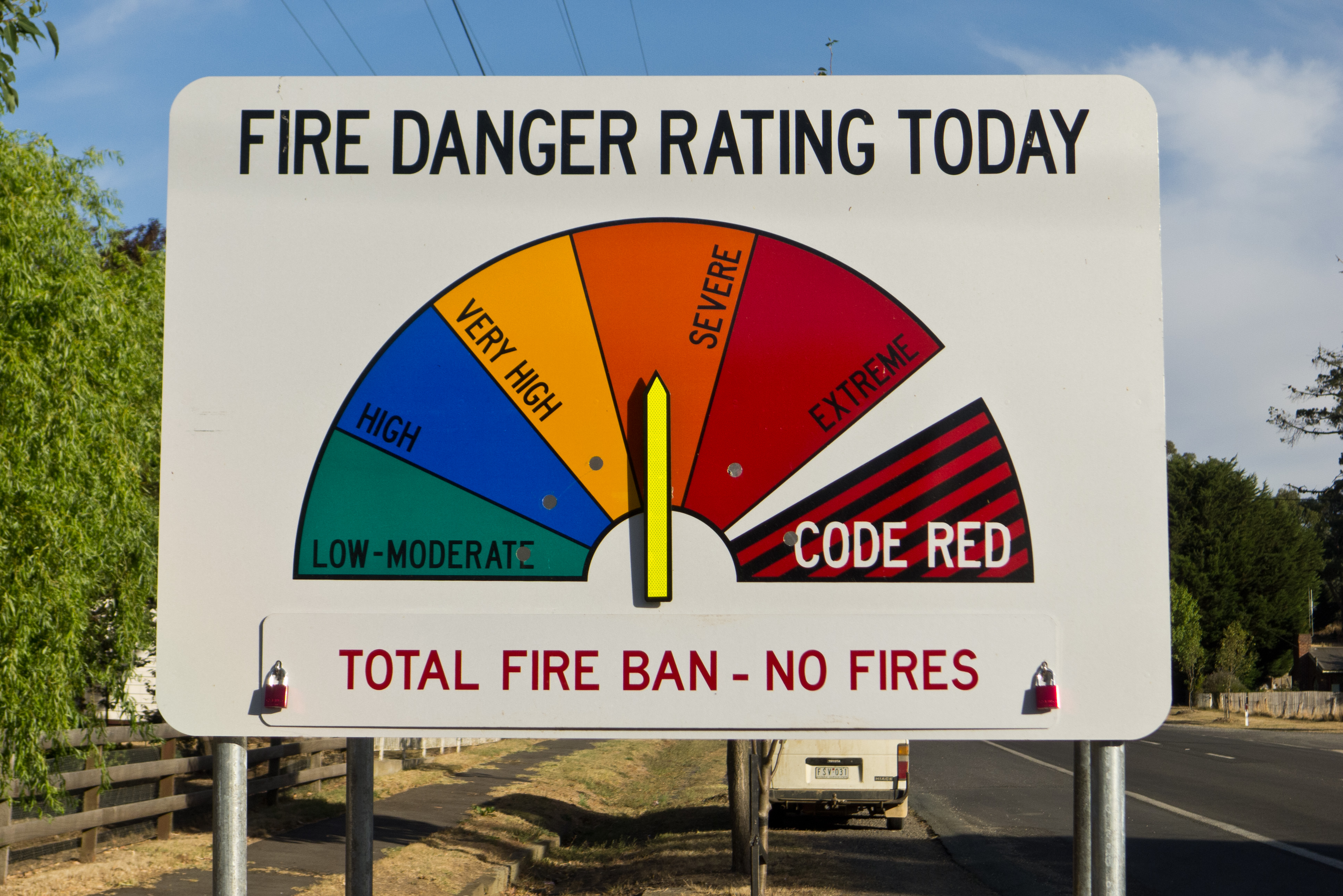
Feuergefahr-Tafel in Victoria an einem als gefährlich (severe) eingestuften Tag mit totalem Feuerverbot (Total Fire Ban)

In Australien existiert ein komplexes Frühwarnsystem für Buschfeuer. In der Feuergefahr-Bewertung (Fire Danger Rating, FDR) ist das gesamte Land in Feuer-Distrikte (Fire Districts) unterteilt. Für jeden dieser Distrikte errechnet der staatliche australische Wetterdienst Bureau of Meteorology täglich den sogenannten Feuergefahr-Index (Fire Danger Index, FDI). Dafür werden meteorologische Vorhersagen wie Temperatur, Luftfeuchtigkeit und Windgeschwindigkeit sowie die Trockenheit der Vegetation berücksichtigt. Anhand des errechneten Indexes wird dann die für diesen Tag geltende Risikostufe festgelegt. Bei sehr hoher Feuergefahr sprechen die Behörden distriktweise ein totales Feuerverbot (Total Fire Ban) aus, das Lagerfeuer, Holzkohlegrills, das Verbrennen von Gartenabfällen oder auch Arbeiten wie Schweißen oder Schleifen untersagt.
Die aktuelle Stufe der Feuergefahr und ggf. das Inkrafttreten des Feuerverbots wird über Zeitungen, Fernsehen, Radio und das Internet kommuniziert. Zudem stehen vielerorts Hinweistafeln, auf denen die aktuelle Feuergefahr mit einem Zeiger markiert und ggf. ein Hinweis auf das Feuerverbot angezeigt wird. Dieses System wurde nach den verheerenden Buschfeuern in Victoria 2009 in allen australischen Bundesstaaten eingeführt. Die australische Bevölkerung wird aktiv über die Gefahren von Buschfeuern aufgeklärt. Dazu wird erläutert, wie sich Feuer in unterschiedlichen Verhältnissen entwickeln, welche Risiken sich daraus ergeben und welches Handeln jeweils empfohlen wird. Zudem wird zu präventiven Feuerschutz-Maßnahmen wie z. B. dem Anlegen von vegetationsfreien Schutzzonen um Gebäude angehalten.
| Stufe                  | Wald (FFDI) | Gras (GFDI) |
| ---------------------- | ----------- | ----------- |
| Katastrophe / Code Red | > 100       | > 150       |
| Extrem                 | 75 – 100    | 100 – 150   |
| Gefährlich             | 50 – 075    | 050 – 100   |
| Sehr hoch              | 25 – 50     | 25 – 50     |
| Hoch                   | 12 – 25     | 12 – 25     |
| Niedrig bis moderat    | 00 – 12     | 00 – 12     |

## Regionalmanagement

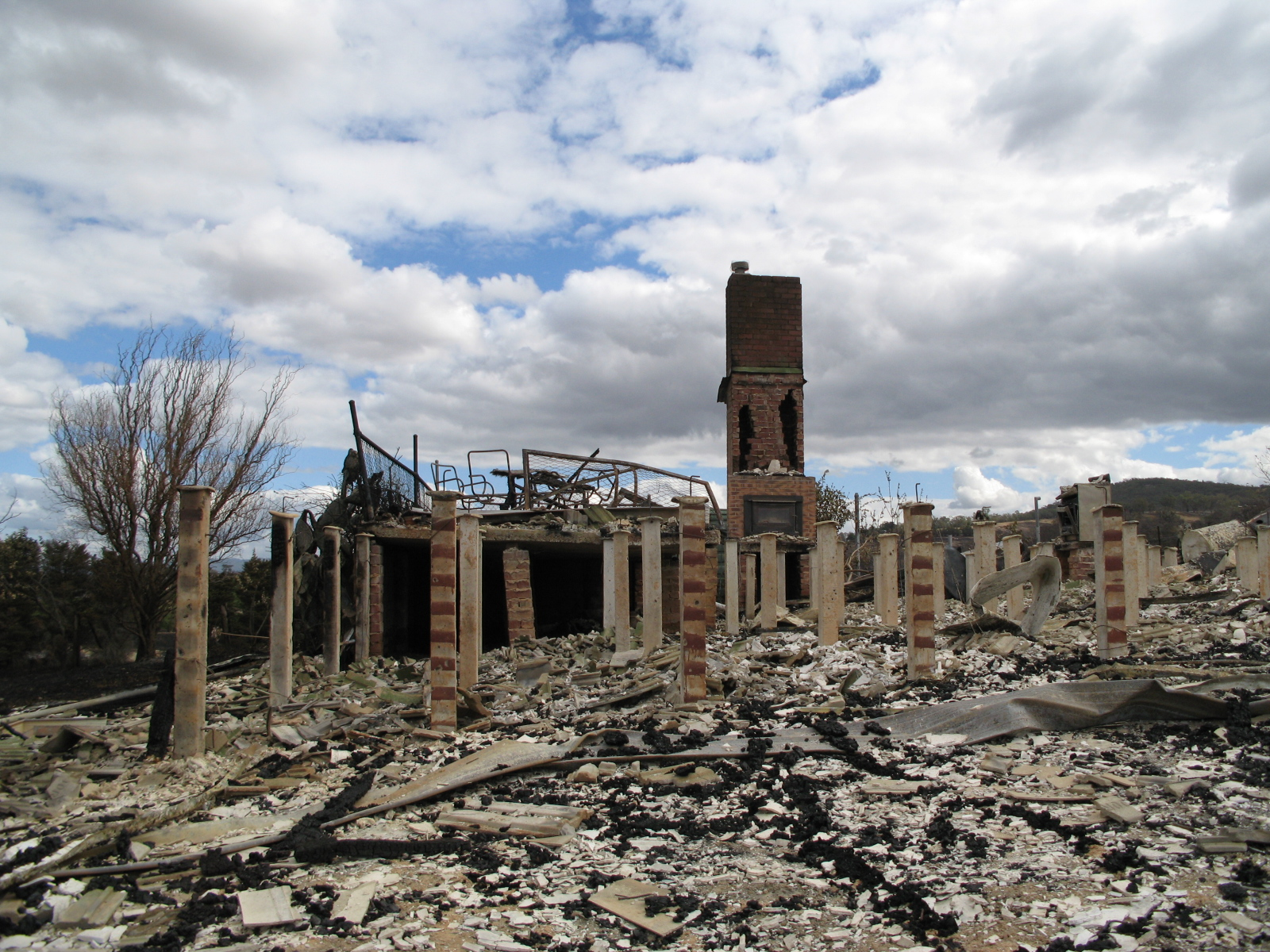
Durch Buschfeuer zerstörtes Gebäude in Yarra Glenn (Black Saturday Bushfires in Victoria 2009)

Das Australasian Fire Authorities Council (AFAC) ist eine übergeordnete Organisation für Australien und Neuseeland, die für Buschfeuer, Notfallorganisation und Feuerschutzmaßnahmen der Region zuständig ist.

### New South Wales
Der New South Wales Rural Fire Service (RFS) ist eine Freiwilligen-Feuerwehragentur und Körperschaft der Regierung von New South Wales.

### Queensland
Der Rural Fire Service (RFS) bildet als Freiwilligen-Feuerwehr einen Teil der Queensland Fire and Emergency Services und wird zur Buschbrandbekämpfung eingesetzt.

### South Australia
Der Country Fire Service ist eine auf einer Freiwilligenbasis beruhenden Feuerwehr im Bundesstaat South Australia.

### Victoria
In Victoria unterstützt die Country Fire Authority (CFA) den Kampf gegen Buschfeuer wie auch weitere Notdienste in ländlichen Gebieten und Städten, die auch große Gebiete in Stadtnähe betreut, die von der Metropolitan Fire Brigade nicht erreicht werden können.

### Western Australia
Die Fire and Emergency Services Authority of Western Australia (FESA) ist die führende Organisation für Buschfeuer in Western Australia. Diese Körperschaft unterstützt weitere Organisationen wie Bush Fire Service, Emergency Services Cadets, Fire and Rescue Service, State Emergency Service, Volunteer Emergency Service, Volunteer Fire Service, Volunteer Fire and Rescue Service und Volunteer Marine Rescue Services.

### Tasmanien
Der Tasmania Fire Service (TFS) kooperiert mit dem Tasmanian Parks and Wildlife Service und der Forestry Tasmania.

### Northern Territory
Im Northern Territory ist der NT Fire And Rescue Service für die Warnung, Vermeidung und Bekämpfung von Buschfeuern zuständig.

## Buschfeuer-Saison
Buschfeuer ereignen sich über das gesamte Jahr. Die gefährlichen Zeiten variieren je nach Region. Per Definition beginnt jede Buschfeuer-Saison im Juni und endet im Mai des darauf folgenden Jahres. Durch die globale Erwärmung ist gegenwärtig verglichen mit früheren Jahren eine Verlängerung der Saison mit einem früheren Beginn und einen späteren Ende feststellbar.
Im Südosten Australiens besteht die Gefahr von Buschfeuern vor allem während der Trockenheit des Sommers von Dezember bis März. Beim Auftreten des El-Niño-Effekts ist die Gefahr besonders hoch. Der Südosten ist für Buschfeuer besonders anfällig, da es dort sehr warm und trocken ist.
Im Norden Australiens ereignen sich Buschfeuer vor allem in der Trockenzeit vom April bis September und die Feuergefahr steigt mit dem Auftreten von bestimmten Wettermustern.
Im Südwesten Australiens ist es ähnlich, die Buschfeuer ereignen sich vor allem in der trockenen Sommerzeit und hängen von den jeweiligen Wetterbedingungen ab.
Buschfeuer im Norden sind unterschiedlich einzuschätzen, meistens entstehen sie dort durch menschliche Aktivitäten, Blitzeinschläge oder Brandstiftungen.

## Kosten der Buschfeuer
Australische Buschfeuer verursachten von 1851 bis 2009 etwas mehr als 800 Todesfälle und die geschätzten Kosten beliefen sich auf etwa 1,6 Milliarden Australische Dollar. Diese Rate liegt jedoch unterhalb der Kosten, die durch Trockenheit, Stürme, Hagel und Zyklone verursacht wurden, dies hängt möglicherweise damit zusammen, dass sich Buschfeuer meistens außerhalb stark bevölkerter Gebiete ereignen.
Eine regierungsoffizielle Stelle, die Geoscience Australia, beziffert die Kosten der australische Buschfeuer im Zeitraum von 1967 bis 2013 auf 4,7 Milliarden Australische Dollar.